# Komet Ge-Vang
Komet Ge-Vang  (uradna oznaka je 142P/Ge-Wang) je periodični komet z obhodno dobo okoli 11,2 let. 
Komet pripada Jupitrovi družini kometov .

## Odkritje[4]
Komet sta odkrila kitajska astronoma Ge Jongljang in Vang Či na Observatoriju Peking na Kitajskem.